# Aïn Leuh (kommun)
Ain Leuh (franska: Ain Leuh (CR), Ain Leuh (Commune Rurale), arabiska: مركز قاسيطة) är en kommun i Marocko.   Den ligger i provinsen Ifrane och regionen Fès-Meknès, i den nordöstra delen av landet, 160 km sydost om huvudstaden Rabat. Antalet invånare är 4 865.